# Вършило
Вършило е село в Югоизточна България. То се намира в община Созопол, област Бургас.

## География
Вършило е село в планината Странджа на 41 км от гр. Бургас. До селото се намира защитената местност „Тясна река“, водопадът „Скакла вода“, параклисът „Св. Константин и Елена“. Също така покрай селото преминава и река „Даръ дере“ с красивия вир „Кумбен“. В руслото на реката е било планирано да бъде построен язовир „Индже войвода“.

## История
До 1934 година името на селото е Кърхарман, а до 1951 – Харман.

## Население

### Етнически състав
Преброяване на населението през 2011 г.
Численост и дял на етническите групи според преброяването на населението през 2011 г.:
|                     | Численост |
| Общо                | 112       |
| Българи             | 110       |
| Турци               | -         |
| Цигани              | -         |
| Други               | -         |
| Не се самоопределят | -         |
| Неотговорили        | 2         |

## Природни и културни забележителности
- Останки от късноантична и трако-римска крепост.
- Параклис „Константин и Елена“
- Водопад „Скакла вода“

## Редовни събития
- Панаир на селото на Богородица (в края на месец август).

## Личности
- Иван Полинчев – народен певец.
- Атанас Радойнов – писател, „Летописи за Вършило“.

## Други

### Кухня
Типични странджански храни, например зелник – баница с лапад.